# Agua Fria, Novi Meksiko
Agua Fria je popisom određeno mjesto u okrugu Santa Fe u američkoj saveznoj državi Novom Meksiku. 

## Zemljopis
Zemljopisni položaj je  35°39′33″N 106°0′45″W / 35.65917°N 106.01250°W (35.659143, -106.012412). Prema Uredu SAD-a za popis stanovništva, zauzima 5,2 km2 površine, od čega 5,1 suhozemne.

## Stanovništvo
Prema podatcima popisa 2010. ovdje je bilo 2800 stanovnika, 1069 kućanstava od čega 666 obiteljskih, a stanovništvo po rasi bili su 69,4% bijelci, 0,4% "crnci ili afroamerikanci", 1,6% "američki Indijanci i aljaskanski domorodci", 0,5% Azijci, 0,1% "domorodački Havajci i ostali tihooceanski otočani", 23,9% ostalih rasa, 4,2% dviju ili više rasa. Hispanoamerikanaca i Latinoamerikanaca svih rasa bilo je 79,3%.